# Zhai lu wei chen
Zhai lu wei chen (窄路微塵), comercialitzada internacionalment com The Narrow Road, és una pel·lícula dramàtica de Hong Kong del 2022 i el segon llargmetratge dirigit per Lam Sum. Ambientada durant els primers dies de la pandèmia de Covid-19, explica la història de Chak (Louis Cheung) que lluita per mantenir a flot la seva empresa de neteja. Enmig del repte, desenvolupa un vincle amb una netejadora Candy (Angela Yuen) acabada de contractar, que és la seva veïna i també mare soltera. La pel·lícula es va estrenar al Festival Internacional de Cinema d'Edimburg el 19 d'agost de 2022.

## Argument
En els primers dies de la pandèmia, Chak, lluitant per mantenir a flot la seva empresa de neteja, contracta la mare soltera Candy. Però a mesura que es desenvolupa la química entre ells, a la Candy li costa abandonar les tàctiques de supervivència de l'engany que sempre ha necessitat per superar-se.

## Repartiment
- Louis Cheung com a Chak (Chan Hon-fat)
- Angela Yuen com a Candy
- Patra Au com a Wong Ying, la mare de Chak
- Chu Pak Hong com a mecànic de cotxes/amic de Chak
- Chu Pak Him com a mecànic de cotxes / amic de Chak
- Tung On-na com a Chu, la filla de Candy

## Recepció
Escrivint per a Deadline Hollywood, Anna Smith va qualificar la pel·lícula de "una visió que incita a reflexionar sobre la vida de confinament de Hong Kong, amb actuacions fantàstiques i una atmosfera tangible". A Screen International, Fionnuala Halligan va descriure The Narrow Road com una "pel·lícula tendra i reflexiva" que "ofereix un retrat subtil i afectuós de un moment difícil en un lloc únic", i "una cançó d'amor a la ciutat [del director] i al treball mal pagat en què es va fundar".

## Premis i nominacions
| Premis                                                          | Categoria                                      | Destinatari          | Resultat  | Ref.  |
| --------------------------------------------------------------- | ---------------------------------------------- | -------------------- | --------- | ----- |
| 59ns Premis Cavall d'Or                                         | Millor actor protagonista                      | Louis Cheung         | Nominat   | [ 5 ] |
| 59ns Premis Cavall d'Or                                         | Millor actriu protagonista                     | Angela Yuen          | Nominat   | [ 5 ] |
| 59ns Premis Cavall d'Or                                         | Millor banda sonora de pel·lícula original     | Wong Hin-yan         | Guanyador | [ 5 ] |
| 59ns Premis Cavall d'Or                                         | Premi FIPRESCI                                 | The Narrow Road      | Nominat   | [ 5 ] |
| 59ns Premis Cavall d'Or                                         | Premi NETPAC                                   | The Narrow Road      | Nominat   | [ 5 ] |
| 59ns Premis Cavall d'Or                                         | Premi Missions d'observació del cinema asiàtic | The Narrow Road      | Nominat   | [ 5 ] |
| 29ns Premis de la Societat de la Crítica de Cinema de Hong Kong | Millor pel·lícula                              | The Narrow Road      | Nominat   | [ 6 ] |
| 29ns Premis de la Societat de la Crítica de Cinema de Hong Kong | Millo director                                 | Lam Sum              | Guanyador | [ 6 ] |
| 29ns Premis de la Societat de la Crítica de Cinema de Hong Kong | Millor guió                                    | Fean Chung           | Nominat   | [ 6 ] |
| 29ns Premis de la Societat de la Crítica de Cinema de Hong Kong | Millor actor                                   | Louis Cheung         | Guanyador | [ 6 ] |
| 29ns Premis de la Societat de la Crítica de Cinema de Hong Kong | Millor actriu                                  | Angela Yuen          | Nominat   | [ 6 ] |
| 29ns Premis de la Societat de la Crítica de Cinema de Hong Kong | Pel·lícules de Mèrit                           | The Narrow Road      | Guanyador | [ 6 ] |
| 41ns Premis de Cinema de Hong Kong                              | Millor pel·lícula                              | The Narrow Road      | Nominat   | [ 7 ] |
| 41ns Premis de Cinema de Hong Kong                              | Millor director                                | Lam Sum              | Nominat   | [ 7 ] |
| 41ns Premis de Cinema de Hong Kong                              | Millor guió                                    | Fean Chung Chu Fung  | Nominat   | [ 7 ] |
| 41ns Premis de Cinema de Hong Kong                              | Millor actor                                   | Louis Cheung         | Nominat   | [ 7 ] |
| 41ns Premis de Cinema de Hong Kong                              | Millor actriu                                  | Angela Yuen          | Nominat   | [ 7 ] |
| 41ns Premis de Cinema de Hong Kong                              | Millor actru secundària                        | Patra Au             | Nominat   | [ 7 ] |
| 41ns Premis de Cinema de Hong Kong                              | Millor fotografia                              | Meteor Cheung Yu Hon | Nominat   | [ 7 ] |
| 41ns Premis de Cinema de Hong Kong                              | Millor vestuari i maquillatge                  | Bonnie Ho            | Nominat   | [ 7 ] |
| 41ns Premis de Cinema de Hong Kong                              | Best Original Film Score                       | Wong Hin Yan         | Guanyador | [ 7 ] |
| 41ns Premis de Cinema de Hong Kong                              | Millor director nogell                         | Lam Sum              | Nominat   | [ 7 ] |